# Rècords del Món d'Atletisme

## Categoria masculina

### Rècords en proves olímpiques[1]
| Prova             | Marca       | Atleta                                           | Data       | Lloc                     |
| ----------------- | ----------- | ------------------------------------------------ | ---------- | ------------------------ |
| 100 m             | 9,58        | Usain Bolt (Jamaica)                             | 16/08/2009 | Berlín, Alemanya         |
| 200 m             | 19,19       | Usain Bolt (Jamaica)                             | 20/08/2009 | Berlín, Alemanya         |
| 400 m             | 43,03       | Wayde Van Niekerk (Sud-àfrica)                   | 14/08/2016 | Rio de Janeiro, Brasil   |
| 800 m             | 1:40,91     | David Rudisha (Kenya)                            | 09/08/2012 | Londres, Regne Unit      |
| 1500 m            | 3:26,00     | Hicham El Guerrouj (Marroc)                      | 14/07/1998 | Roma, Itàlia             |
| 5000 m            | 12:35,36    | Joshua Cheptegei (Uganda)                        | 14/08/2020 | Mònaco                   |
| 10000 m           | 26:11,00    | Joshua Cheptegei (Uganda)                        | 07/10/2020 | València, Espanya        |
| Marató            | 2:01,39     | Eliud Kipchoge (Kenya)                           | 16/09/2018 | Berlín, Alemanya         |
| 110 m tanques     | 12,80       | Aries Merritt (Estats Units)                     | 07/09/2012 | Brussel·les, Bèlgica     |
| 400 m tanques     | 45,94       | Karsten Warholm(Noruega)                         | 03/08/2021 | Tòquio, Japó             |
| 3.000 m obstacles | 7:53,63     | Saif Saaeed Shaheen (Qatar)                      | 03/09/2004 | Brussel·les, Bèlgica     |
| Llargada          | 8,95 m      | Mike Powell (Estats Units)                       | 30/08/1991 | Tòquio (Japó)            |
| Triple Salt       | 18,29 m     | Jonathan Edwards (Gran Bretanya)                 | 07/08/1995 | Gotemburg, Suècia        |
| Alçada            | 2,45 m      | Javier Sotomayor (Cuba)                          | 27/07/1993 | Salamanca, Espanya       |
| Perxa             | 6,20m (i)   | Armand Duplantis (Suècia)                        | 20/03/2022 | Belgrad, Sèrbia          |
| Pes               | 23,37 m     | Ryan Crouser (Estats Units)                      | 18/06/2021 | Eugene, Estats Units     |
| Disc              | 74,08 m     | Jürgen Schult (RDA)                              | 06/06/1986 | Neubrandenburg, Alemanya |
| Martell           | 86,74 m     | Iuri Sedikh (URSS)                               | 30/08/1986 | Stuttgart, Alemanya      |
| Javelina          | 98,48 m     | Jan Železný (República Txeca)                    | 25/05/1996 | Jena, Alemanya           |
| Relleus 4 × 100 m | 36,84       | Jamaica (Carter, Frater, Blake i Bolt)           | 11/07/2012 | Londres, Regne Unit      |
| Relleus 4 × 400 m | 2.54.29     | Estats Units (Valmon, Watts, Reynolds i Johnson) | 22/07/1993 | Stuttgart, Alemanya      |
| 20 km marxa       | 1h16:36     | Yusuke Suzuki (Japó)                             | 15/03/2015 | Nomi, Japó               |
| 50 km marxa       | 3h35:27     | Yohann Diniz (França)                            | 12/03/2011 | Reims, França            |
| Decatló           | 9.126 punts | Kevin Mayer, França                              | 16/09/2018 | Talença, França          |

### Rècords en proves no-olímpiques
| Prova             | Marca    | Atleta                                   | Data       | Lloc                 |
| ----------------- | -------- | ---------------------------------------- | ---------- | -------------------- |
| 1000 m            | 2:11,96  | Noah Ngeny (Kenya)                       | 05/09/1999 | Rieti, Itàlia        |
| Una Milla         | 3:43,13  | Hicham el Guerrouj (Marroc)              | 07/07/1999 | Roma, Itàlia         |
| 2000 m            | 4:44,79  | Hicham el Guerrouj (Marroc)              | 07/09/1999 | Berlín, Alemanya     |
| 3000 m            | 7:20,67  | Daniel Komen (Kenya)                     | 01/09/1996 | Rieti, Itàlia        |
| Mitja Marató      | 57:31    | Jacob Kiplimo (Uganda)                   | 21/11/2021 | Lisboa, Portugal     |
| 100 km            | 6h 09:14 | Nao Kazami (Japó)                        | 24/06/2018 | Llac Saroma, Japó    |
| Relleus 4 × 200 m | 1:18,63  | Jamaica (Ashmeade, Weir, Brown, Blake)   | 24/05/2014 | Nassau, Bahames      |
| Relleus 4 × 800 m | 7:02,43  | Kenya (Mutua, Yiampoy, Kombich i Bungei) | 25/08/2006 | Brussel·les, Bèlgica |

### Récords en pista coberta (indoor)
| Prova             | Marca      | Atleta                                          | Data       | Lloc                        |
| ----------------- | ---------- | ----------------------------------------------- | ---------- | --------------------------- |
| 50 m              | 5,56       | Donovan Bailey (Canadà)                         | 09/02/1996 | Reno (Nevada), Estats Units |
| 60 m              | 6,34       | Christian Coleman (Estats Units)                | 18/02/2018 | Albuquerque, Estats Units   |
| 200 m             | 19,92      | Frank Frederiks (Namibia)                       | 18/02/1996 | Liévin, França              |
| 400 m             | 44,57      | Kerront Clement (Estats Units)                  | 12/03/2005 | Fayetteville, Estats Units  |
| 800 m             | 1:42,67    | Wilson Kipketer (Dinamarca)                     | 09/03/1997 | París, França               |
| 1000 m            | 2:14,20    | Ayanleh Souleiman (Djibouti)                    | 17/02/2016 | Estocolm, Suècia            |
| 1500 m            | 3:30,60    | Jakob Ingebritsen (Noruega)                     | 17/02/2022 | Liévin, França              |
| Una milla         | 3:47,01    | Yomif Kejelcha (Etiòpia)                        | 03/03/2019 | Boston, Estats Units        |
| 3000 m            | 7:24,90    | Daniel Komen (Kenya)                            | 06/02/1998 | Budapest, Hongria           |
| 5000 m            | 12:49,60   | Kenenisa Bekele (Etiopia)                       | 20/02/2004 | Birmingham, Regne Unit      |
| 50 m tanques      | 6,25       | Mark McKoy (Canadà)                             | 05/03/1986 | Kobe, Japó                  |
| 60 m tanques      | 7,29       | Grant Holloway (Estats Units)                   | 24/02/2021 | Madrid, Espanya             |
| Salt d'alçada     | 2,43 m     | Javier Sotomayor (Cuba)                         | 04/03/1989 | Budapest, Hongria           |
| Perxa             | 6,20 m     | Armand Duplantis (Suècia)                       | 20/03/2022 | Belgrad, Sèrbia             |
| Longitud          | 8,79 m     | Carl Lewis (Estats Units)                       | 27/01/1984 | Nova York, Estats Units     |
| Triple Salt       | 18,07 m    | Hugues Fabrice Zango (Burkina Faso)             | 16(01/2021 | Aubèira, França             |
| Pes               | 22,82 m    | Ryan Crouser (Estats Units)                     | 24/01/2021 | Fayetteville, Estats Units  |
| Heptatló          | 6645 punts | Ashton Eaton (Estats Units)                     | 10/03/2012 | Istanbul, Turquia           |
| 5000 m marxa      | 18:07,08   | Mikhail Shchennikov (Rússia)                    | 14/02/1995 | Moscú, Rússia               |
| Relleus 4 x 200 m | 1:22,11    | Regne Unit (Christie, Braithwaite, Mafe, Regis) | 03/03/1991 | Glasgow, Escòcia            |
| Relleus 4 x 400 m | 3:01,51    | Houston (Lattin, Igbokwe, Holt, Montgomery)     | 09/02/2019 | Clemson, Estats Units       |
| Relleus 4 x 800 m | 7:11,30    | HOKA NJ/NY TC (MCasey, Merber, Giesting, Garn)  | 25/02/2018 | Boston, Estats Units        |

## Categoria femenina

### Rècords en proves olímpiques
| Prova             | Marca       | Atleta                                           | Data       | Lloc                       |
| ----------------- | ----------- | ------------------------------------------------ | ---------- | -------------------------- |
| 100 m             | 10,49       | Florence Griffith (Estats Units)                 | 16/07/1988 | Indianapolis, Estats Units |
| 200 m             | 21,34       | Florence Griffith (Estats Units)                 | 29/09/1988 | Seül, Corea del Sud        |
| 400 m             | 47,60       | Marita Koch (RDA)                                | 06/10/1985 | Canberra, Austràlia        |
| 800 m             | 1:53,28     | Jarmila Kratochvílová (Txecoslovàquia)           | 26/07/1983 | Múnic, Alemanya            |
| 1500 m            | 3:50,07     | Genzebe Dibaba (Etiòpia)                         | 17/07/2015 | Mònaco                     |
| 5000 m            | 14:06,62    | Letesenbet Gidey (Etiòpia)                       | 07/10/2020 | València, Espanya          |
| 10000 m           | 29:01,03    | Letesenbet Gidey (Etiòpia)                       | 08/06/2021 | Hengelo, Països Baixos     |
| Marató            | 2h 14:04    | Brigid Kosgei (Kenya)                            | 13/10/2019 | Chicago, Estats Units      |
| 100 m tanques     | 12,20       | Kendra Harrison (Estats Units)                   | 22/07/2016 | Londres, Regne Unit        |
| 400 m tanques     | 51,46       | Sydney McLaughlin (Estats Units)                 | 04/08/2021 | Tòquio, Japó               |
| 3000 m obstacles  | 8:44,32     | Beatrice Chepkoech (Kenya)                       | 20/07/2018 | Mònaco                     |
| Alçada            | 2,09 m      | Stefka Kostadinova (Bulgària)                    | 30/08/1987 | Roma, Itàlia               |
| Perxa             | 5,06 m      | Ielena Issinbàieva (Rússia)                      | 28/08/2009 | Zúric, Suïssa              |
| Llargada          | 7,52 m      | Galina Txistiakova (URSS)                        | 11/06/1988 | Leningrad, URSS            |
| Triple salt       | 15,67 m     | Yulimar Rojas (Veneçuela)                        | 01/08/2021 | Tòquio, Japó               |
| Pes               | 22,63 m     | Natalia Lisovskaia (URSS)                        | 07/06/1987 | Moscou, URSS               |
| Disc              | 76,80 m     | Gabriele Reinsch (RDA)                           | 09/07/1988 | Neubrandenburg, Alemanya   |
| Martell           | 82,98 m     | Anita Włodarczyk (Polònia)                       | 28/08/2016 | Varsòvia, Polònia          |
| Javelina          | 72,8 m      | Barbora Špotáková (República Txeca)              | 13/09/2008 | Stuttgart, Alemanya        |
| 20 km marxa       | 1h 26:52    | Olimpiada Ivanova (Rússia)                       | 06/09/2001 | Brisbane, Austràlia        |
| Relleus 4 × 100 m | 40,82       | Estats Units (Madison, Felix, Knight, Jeter)     | 10/08/2012 | Londres, Regne Unit        |
| Relleus 4 × 400 m | 3:15,17     | URSS (Ledòvskaia, Nazarova, Pinigina i Brizgina) | 01/10/1988 | Seül, Corea del Sud        |
| Heptatló          | 7.291 punts | Jackie Joyner-Kersee (Estats Units)              | 24/09/1988 | Seül, Corea del Sud        |

### Rècords en proves no olímpiques
| Prova             | Marca        | Atleta                                              | Data          | Lloc                     |
| ----------------- | ------------ | --------------------------------------------------- | ------------- | ------------------------ |
| 1000 m            | 2:28,98      | Svetlana Masterkova (Rússia)                        | 23/08/1996    | Brussel·les, Bèlgica     |
| Una Milla         | 4:12,33      | Sifan Hassan (Països Baixos)                        | 12/07/2019    | Mònaco                   |
| 2000 m            | 5:21,56      | Francine Niyonsaba (Burundi)                        | 14/09/2021    | Zagreb, Croàcia          |
| 3000 m            | 8:06,11      | Wang Junxia (Xina)                                  | 13/09/1993    | Pequín, Xina             |
| Mitja Marató      | 1:02:52      | Letesenbet Gidey (Etiòpia)                          | 24/10/2021    | València, Espanya        |
| 100 km            | 6h 33:11     | Tomoe Abe (Japó)                                    | 25/06/2000    | Tokoro, Japó             |
| Decatló           | 8.366 puntos | Austra Skujyte (Lituània)                           | 14-15/04/2005 | Columbia, Estats Units   |
| Relleus 4 × 200 m | 1:27,46      | Estats Units (Jenkins, Colander, Perry i Jones)     | 29/04/2000    | Filadèlfia, Estats Units |
| Relleus 4 × 800 m | 7:50,17      | URSS (Olizarenko, Gurina, Borisova i Podyalovskaya) | 05/08/1984    | Moscou, Rússia           |